# 592 (tal)
592 är det naturliga heltal som följer 591 och följs av 593.

## Matematiska egenskaper
- 592 är ett jämnt tal.
- 592 är ett sammansatt tal.
- 592 är ett Harshadtal.

## Inom vetenskapen
- 592 Bathseba, en asteroid.